# Europese kampioenschappen karate 1972
De Europese kampioenschappen karate 1972 waren door de Union Européenne de Karaté (UEK) georganiseerde kampioenschappen voor karateka's. De zevende editie van de Europese kampioenschappen vond plaats in het Belgische Brussel van 2 tot 4 mei 1972. Er namen 195 karateka's uit 10 verschillende landen deel.

## Resultaten
| Gewichtsklasse | Goud             | Zilver              | Brons                           |
| -------------- | ---------------- | ------------------- | ------------------------------- |
| -65kg          | Roger Paschy     | Graham Mitchell     | Harold la Rose Victor Tatarevic |
| -75kg          | Guy Sauvin       | Francis Didier      | Geert Lemmens Günter Mohr       |
| -80kg          | Dominique Valera | Jan Kallenbach      | Alain Sterouck Jeff Peeters     |
| Open           | Gilbert Gruss    | Dominique Valera    | ?                               |
| Team           | Frankrijk        | Verenigd Koninkrijk | Italië België                   |

1966 · 1967 · 1968 · 1969 · 1970 · 1971 · 1972 · 1973 · 1974 · 1975 · 1976 · 1977 · 1978 · 1979 · 1980 · 1981 · 1982 · 1983 · 1984 · 1985 · 1986 · 1987 · 1988 · 1989 · 1990 · 1991 · 1992 · 1993 · 1994 · 1995 · 1996 · 1997 · 1998 · 1999 · 2000 · 2001 · 2002 · 2003 · 2004 · 2005 · 2006 · 2007 · 2008 · 2009 · 2010 · 2011 · 2012 · 2013 · 2014 · 2015 · 2016 · 2017 · 2018 · 2019 · 2020 · 2021 · 2022